# Don’t Wanna Think About You
«Don’t Wanna Think About You» — песня группы Simple Plan. Песня вошла в список саундтреков к фильму Скуби-Ду 2: Монстры на свободе.

## Список композиций
1. «Don’t Wanna Think About You» — 3:26

## Видео
Клип сделан в виде сериала 24 часа. Группа в полном составе пытается догнать «фургончик тайн» и успеть на премьеру фильма Скуби-Ду 2: Монстры на свободе, по пути преодолевая различные препятствия. Simple Plan попадают на премьеру ровно в 5 часов вечера.